# لاپلاند (سوئد)

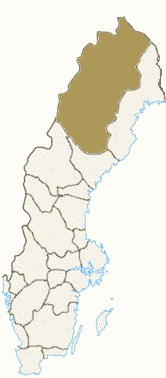
موقعیت لاپلاند در سوئد

لاپلاند سوئد (به سوئدی: Lapland) یکی از استان‌های سوئد است که در شمال این کشور قرار دارد.این استان با استان‌های انگرمانلاند، یمتلاند، نوربوتن و وستربوتن و همچنین کشورهای نروژ و فنلاند هم مرز است. این استان تقریبا" یک چهارم مساحت سوئد را در برمی گیرد و بزرگترین استان سوئد به حساب می آید.
لاپلاند در حقیقت سرزمین بزرگتری است که بخشی از سوئد، فنلاند، نروژ و روسیه را در برمی گیرد ولی به مرور زمان از هم جدا شده و بین کشورها تقسیم شدند. در حال حاضر تنها بخش سوئدی و فنلاندی لاپلاند به همان نام وجود دارند. جمعیت فعلی لاپلاند سوئد در حدود ۹۷.۷۶۸  نفر است.